# 오엘 (래퍼)
오엘은 대한민국의 래퍼다. 2017년 정규 앨범 《Santiago》로 데뷔했다.

## 방송
- 수퍼비의 랩 학원 (2019) - Top44

## 음반
- Santiago (2017)
- ?? (2018)
- BEAUTIFUL (2021)